# بخش پیرانه
بخش پیرانه (به اسپانیایی: Departamento Pirané) یک منطقهٔ مسکونی در آرژانتین است که در استان فورموسا واقع شده‌است.